# كارو حق ورديان
كارو حق ورديان (بالفارسية: کارو حق‌وردیان) (بالأرمنية:Կարո Հախվերդեան)، من موواليد 11 يناير 1945م، وهو لاعب إيراني لكرة القدم سابقاً ومركزه لاعب وسط، ينتمي كارو حق للعرق الأرميني، ولعب مع الأندية الإيرانية مثل نادي تاج طهران وآرارات طهران، كما لعب مع منتخب بلاده في دورة الألعاب الآسيوية مرتين سنة 1970م و1974م.